# 310
سنة 310 م (بالأرقام الرومانية: CCCX) كانت سنة بسيطة تبدأ يوم الأحد (الرابط يظهر نموذج الجدول الزمني الكامل للسنة) من التقويم اليولياني. بدأت تسمية السنة ب310 منذ العصور الوسطى المبكرة، عندما أصبح تقويم أنو دوميني هو الأسلوب السائد في أوروبا لتسمية السنوات.

## مواليد
- ليبيريوس

## وفيات
- أوسابيوس
- مكسيميانوس إمبراطور روماني